# Ельцовая (приток Берёзовки)
Ельцовая — река в России, протекает по Каргасокскому и Парабельскому районам Томской области. Устье реки находится в 86 км от устья реки Берёзовки по правому берегу. Длина реки составляет 33 км.

## Притоки
- 8 км справа — Правая Ельцовая
- 10 км слева — Ломная
- ? км слева — Крестовая

## Данные водного реестра
По данным государственного водного реестра России относится к Верхнеобскому бассейновому округу, водохозяйственный участок реки — Кеть, речной подбассейн реки — бассейн притоков (Верхней) Оби от Чулыма до Кети. Речной бассейн реки — (Верхняя) Обь до впадения Иртыша.
Код объекта в государственном водном реестре — 13010600112115200028181.